# Juventus Football Club 1969-1970
Questa voce raccoglie le informazioni riguardanti la Juventus Football Club nelle competizioni ufficiali della stagione 1969-1970.

## Stagione

Il neoacquisto Morini posa insieme a Cruijff in occasione dell'amichevole con l'Ajax del 27 agosto 1969

La stagione vide il libero Salvadore divenire di fatto il nuovo capitano dei bianconeri, ereditando la fascia dal compagno di reparto Castano ormai sul viale del tramonto e alla sua ultima delle tredici stagioni trascorse a Torino.
Nel frattempo iniziò a prendere forma anche il nuovo assetto, sportivo e societario, che nel successivo decennio riporterà la Juventus ai vertici. Nel mercato estivo, all'arrivo della talentuosa ma discontinua mezzala Bob Vieri, di un mestierante come la mezzapunta Leonardi e di un Marchetti considerato all'epoca poco più di un rincalzo, seguirono infatti gli ingaggi di nomi destinati a fare le fortune bianconere degli anni 1970; vedi lo stopper Morini prelevato dalla Sampdoria onde raccogliere l'eredità di Bercellino, e il giovane mediano Furino cresciuto nel vivaio, cui si aggiunse nella sessione autunnale il promettente Cuccureddu – il quale aveva destato l'interesse dei piemontesi in occasione di un incontro settembrino di Coppa Italia contro il Brescia, in cui il diciannovenne jolly neutralizzò con successo il più navigato del Sol. Al di fuori del rettangolo verde, arrivò invece in novembre la nomina dell'ex bandiera juventina Giampiero Boniperti ad amministratore delegato del club.

Zigoni, con la seconda maglia bianca, alle prese con il tedesco Wild nel retour match di Coppa delle Fiere al Comunale contro l'Hertha Berlino.

In campionato la Juventus incappò in una partenza disastrosa: dopo un'affermazione all'esordio cui fecero tuttavia seguito due pari e ben tre sconfitte, inclusa la stracittadina, già a fine ottobre arrivò l'avvicendamento in panchina tra l'argentino Luis Carniglia, questi mal sopportato dalla rosa bianconera – «aveva il vizio di parlare male di noi giocatori alle nostre spalle. Non ho un buon ricordo di lui. Ma nemmeno la società, visto che lo licenziò quasi subito», ricorderà a posteriori Anastasi –, ed Ercole Rabitti. Il tecnico italiano, tra le altre cose, ebbe l'intuizione di puntare senza remore sul giovane Furino (da lui già allenato in passato nel settore giovanile bianconero), il quale, reduce da alcune esperienze in prestito in giro per l'Italia, fin lì non aveva ancora convinto appieno la società torinese.
Dalla trasferta di Cagliari del 16 novembre 1969 iniziò la risalita, con un 1-1 raggiunto allo scadere grazie alla prima rete in maglia juventina di Cuccureddu: «ci trovammo sotto [...], la gente urlava "Serie B, Serie B". Nel finale mi giunse fra i piedi la palla buona e infilai Albertosi. Quel gol rappresentò molto, fu una specie di trampolino...»

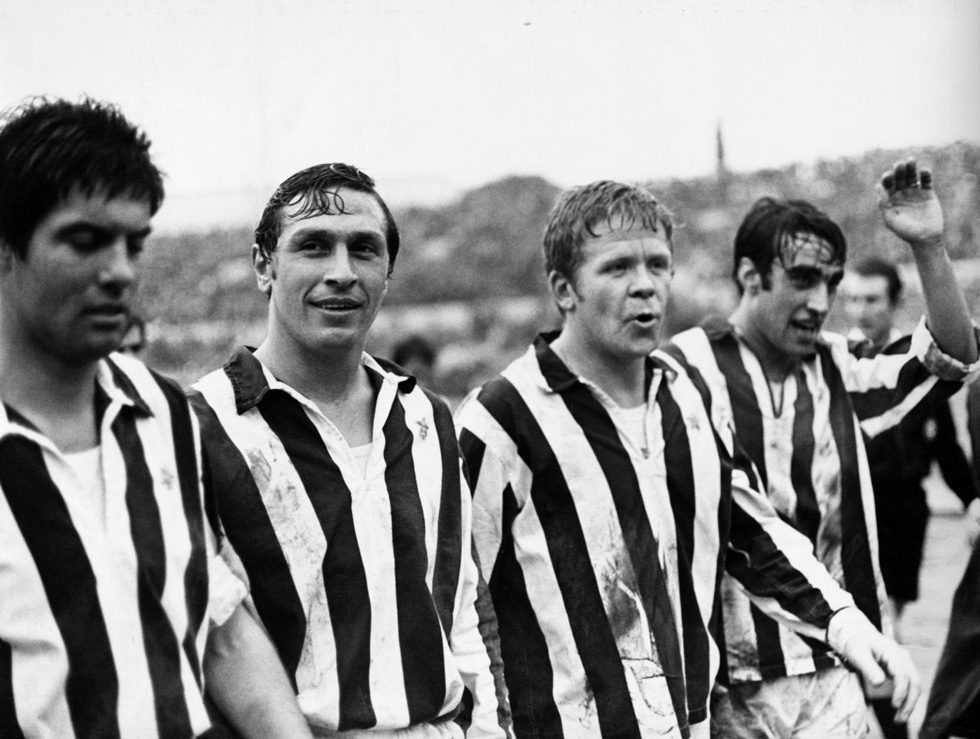
Salvadore, Leonardi, Haller e Anastasi dopo la vittoriosa trasferta di Roma del 28 dicembre 1969

Nel prosieguo dell'annata i piemontesi scalarono infatti la classifica sino a dare filo da torcere alla capolista Cagliari, arrivando a ridurre il distacco a una sola lunghezza a metà febbraio, senza tuttavia riuscire a piegare l'undici sardo ormai prossimo allo scudetto: in particolare, nello scontro diretto di Torino del 15 marzo 1970, un dubbio calcio di rigore fischiato dalla giacchetta nera Lo Bello per un presunto fallo di Salvadore sul centravanti rossoblù Riva, permise agli ospiti di pareggiare 2-2 spegnendo così le speranze juventine. I bianconeri, usciti sconfitti la settimana dopo dal campo di Firenze, mollarono mentalmente chiudendo il torneo al terzo posto, facendosi sopravanzare in dirittura d'arrivo dall'Inter.
In Coppa Italia la Juventus si spinse in maniera non esaltante fino ai quarti di finale: dopo aver primeggiato in un girone eliminatorio su Atalanta, Brescia e Mantova, superando questo ultimo unicamente per la miglior differenza reti, la squadra bianconera perse il sorteggio con i concittadini del Torino per accedere tra le migliori otto qualificate direttamente alla fase a eliminazione diretta, dovendo quindi giocare un'ulteriore gara di spareggio contro il Foggia che la vide vittoriosa al Flaminio di Roma; ottenuto l'accesso ai quarti di finale, qui i piemontesi vennero battuti alla ripetizione sul neutro di Como dal Bologna poi trionfatore finale dell'edizione.
Ancor più breve fu il cammino in Coppa delle Fiere, competizione da cui i torinesi, dopo aver superato al primo turno i bulgari del Lokomotiv Plovdiv, vennero estromessi ai sedicesimi di finale dai tedeschi dell'Hertha Berlino, causa la sconfitta 1-3 patita nella gara di andata a Berlino Ovest e l'inutile 0-0 (con recriminazioni bianconere per due legni colpiti da del Sol e Furino) nella sfida di ritorno al Comunale.

## Divise

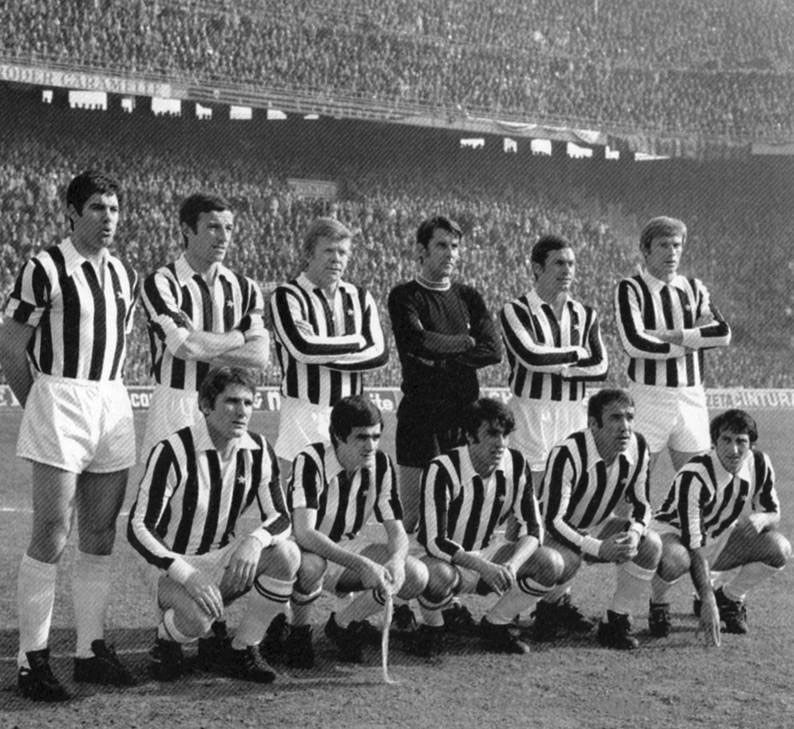
La squadra scesa in campo a San Siro per il derby d'Italia del 1º marzo 1970, con indosso la divisa con palatura asimmetrica sfoggiata nella seconda parte di campionato.

In questa stagione la Juventus confermò il set di uniformi che utilizzò con più frequenza nel precedente quarto di secolo, ovvero una tradizionale casacca casalinga a strisce verticali bianconere, abbinata a pantaloncini e calzettoni bianchi, e un completo di cortesia spezzato, composto da maglia e calzettoni bianchi inframezzati da pantaloncini neri.
Tuttavia, per quanto concerne la prima divisa, con il girone di ritorno del campionato ne venne introdotta una nuova versione, che per la prima volta abbandonò l'idea delle ampie casacche – di fatto delle camicie – stabilmente in uso a Torino dalla fine degli anni 1950: la nuova uniforme casalinga, «adesso al passo con i tempi», venne realizzata in lana, «aderente al corpo», e si caratterizzò soprattutto per l'insolito disegno asimmetrico della sua palatura; tale soluzione stilistica, rimasta un unicum nella storia delle maglie juventine dal secondo dopoguerra in poi, sopravvisse lo spazio di pochi mesi prima di finire nel dimenticatoio con la stagione seguente.
| Casa (1ª versione) | Casa (2ª versione) | Trasferta | 1ª portiere | 2ª portiere |

## Rosa
| N. |                   | Ruolo | Calciatore                 |
| -- | ----------------- | ----- | -------------------------- |
|    | Italia (bandiera) | P     | Roberto Tancredi           |
|    | Italia (bandiera) | P     | Roberto Anzolin            |
|    | Italia (bandiera) | D     | Sandro Salvadore           |
|    | Italia (bandiera) | D     | Francesco Morini           |
|    | Italia (bandiera) | D     | Ernesto Castano (capitano) |
|    | Italia (bandiera) | D     | Gianfranco Leoncini        |
|    | Italia (bandiera) | D     | Gianluigi Roveta           |
|    | Italia (bandiera) | D     | Elio Rinero                |
|    | Italia (bandiera) | D     | Paolo Viganò               |
|    | Italia (bandiera) | C     | Lamberto Leonardi          |

| N. |                           | Ruolo | Calciatore           |
| -- | ------------------------- | ----- | -------------------- |
|    | Italia (bandiera)         | C     | Giuseppe Furino      |
|    | Germania Ovest (bandiera) | C     | Helmut Haller        |
|    | Spagna (bandiera)         | C     | Luis del Sol         |
|    | Italia (bandiera)         | C     | Roberto Vieri        |
|    | Italia (bandiera)         | C     | Antonello Cuccureddu |
|    | Italia (bandiera)         | C     | Erminio Favalli      |
|    | Italia (bandiera)         | C     | Gianpietro Marchetti |
|    | Italia (bandiera)         | C     | Salvatore Jacolino   |
|    | Italia (bandiera)         | A     | Pietro Anastasi      |
|    | Italia (bandiera)         | A     | Gianfranco Zigoni    |

## Risultati

### Serie A

#### Girone di andata
| Arbitro: | Gussoni (Varese) |

|                                         |           |          |
| Haller 11’, 64’ Leonardi 71’ Furino 79’ | Marcatori | 4’ Troja |

| Arbitro: | Picasso (Chiavari) |

|                |           |  |
| Traspedini 42’ | Marcatori |  |

| Arbitro: | Bernardis (Trieste) |

|           |           |           |
| Vieri 51’ | Marcatori | 59’ Scala |

| Genova 5 ottobre 1969, ore 15:00 CET 4ª giornata | Sampdoria      | 0 – 0 referto | Juventus | Stadio Luigi Ferraris\| Arbitro: \| Monti (Ancona) \| |
| Arbitro:                                         | Monti (Ancona) |               |          |                                                       |

| Arbitro: | Carminati (Milano) |

|            |           |                         |
| Zigoni 19’ | Marcatori | 67’ Carelli 88’ Ferrini |

| Arbitro: | De Robbio (Torre Annunziata) |

|              |           |  |
| De Petri 35’ | Marcatori |  |

| Arbitro: | Angonese (Mestre) |

|                              |           |                |
| Anastasi 1’ Bedin 75’ (aut.) | Marcatori | 39’ Boninsegna |

| Arbitro: | Lo Bello (Siracusa) |

|                     |           |  |
| Altafini 53’ (rig.) | Marcatori |  |

| Arbitro: | Bernardis (Trieste) |

|                |           |                |
| Domenghini 47’ | Marcatori | 89’ Cuccureddu |

| Arbitro: | D'Agostini (Roma) |

|                              |           |  |
| Salvadore 45+3’ Anastasi 67’ | Marcatori |  |

| Arbitro: | Sbardella (Roma) |

|  |           |                      |
|  | Marcatori | 67’ Vieri 78’ Zigoni |

| Arbitro: | De Robbio (Torre Annunziata) |

|  |           |              |
|  | Marcatori | 33’ Anastasi |

| Arbitro: | Francescon (Padova) |

|                                   |           |           |
| Salvadore 45’ Leonardi 73’ (rig.) | Marcatori | 86’ Massa |

| Arbitro: | Lo Bello (Siracusa) |

|  |           |                                    |
|  | Marcatori | 15’ Anastasi 42’ Zigoni 89’ Haller |

| Arbitro: | Motta (Monza) |

|                  |           |  |
| Spimi 25’ (aut.) | Marcatori |  |

#### Girone di ritorno
| Arbitro: | Monti (Ancona) |

|             |           |                                    |
| Ferrari 54’ | Marcatori | 11’ Vieri 27’ Del Sol 61’ Anastasi |

| Arbitro: | Carminati (Milano) |

|                                       |           |  |
| Anastasi 33’, 86’ Leonardi 52’ (rig.) | Marcatori |  |

| Bologna 25 gennaio 1970, ore 14:30 CET 18ª giornata | Bologna           | 0 – 0 referto | Juventus | Stadio Comunale\| Arbitro: \| Angonese (Mestre) \| |
| Arbitro:                                            | Angonese (Mestre) |               |          |                                                    |

| Arbitro: | Toselli (Cormons) |

|                         |           |  |
| Anastasi 30’ Zigoni 68’ | Marcatori |  |

| Arbitro: | Lo Bello (Siracusa) |

|  |           |                                          |
|  | Marcatori | 19’ Cuccureddu 58’ Leonardi 89’ Anastasi |

| Arbitro: | Picasso (Chiavari) |

|                                                |           |  |
| Cuccureddu 60’, 86’ Salvadore 62’ Anastasi 71’ | Marcatori |  |

| Milano 1º marzo 1970, ore 15:00 CET 22ª giornata | Inter          | 0 – 0 referto | Juventus | Stadio San Siro\| Arbitro: \| Monti (Ancona) \| |
| Arbitro:                                         | Monti (Ancona) |               |          |                                                 |

| Torino 8 marzo 1970, ore 15:00 CET 23ª giornata | Juventus            | 0 – 0 referto | Napoli | Stadio Comunale\| Arbitro: \| Bernardis (Trieste) \| |
| Arbitro:                                        | Bernardis (Trieste) |               |        |                                                      |

| Arbitro: | Lo Bello (Siracusa) |

|                                         |           |                      |
| Niccolai 29’ (aut.) Anastasi 66’ (rig.) | Marcatori | 45’, 82’ (rig.) Riva |

| Arbitro: | Toselli (Cormons) |

|                      |           |  |
| Mariani 2’ Merlo 30’ | Marcatori |  |

| Arbitro: | Angonese (Mestre) |

|                                |           |  |
| Anastasi 21’, 23’ Leonardi 41’ | Marcatori |  |

| Arbitro: | D'Agostini (Roma) |

|                |           |  |
| Anastasi 90+1’ | Marcatori |  |

| Arbitro: | Picasso (Chiavari) |

|                               |           |  |
| Ghio 52’ Chinaglia 74’ (rig.) | Marcatori |  |

| Arbitro: | Branzoni (Pavia) |

|                     |           |                      |
| Anastasi 47’ (rig.) | Marcatori | 77’ (aut.) Salvadore |

| Arbitro: | Barbaresco (Cormons) |

|               |           |            |
| Fara 50’, 73’ | Marcatori | 16’ Furino |

### Coppa Italia

#### Primo turno
| Mantova 31 agosto 1969, ore 19:30 CEST 1ª giornata | Mantova            | 0 – 0 referto | Juventus | Stadio Danilo Martelli\| Arbitro: \| Carminati (Milano) \| |
| Arbitro:                                           | Carminati (Milano) |               |          |                                                            |

| Arbitro: | Barbaresco (Cormons) |

|                     |           |             |
| Mazzanti 70’ (rig.) | Marcatori | 73’ Del Sol |

| Arbitro: | Francescon (Padova) |

|                                    |           |              |
| Leonardi 23’ Haller 70’ Furino 81’ | Marcatori | 41’ De Paoli |

| Arbitro: | Branzoni (Pavia) |

|                        |           |           |
| Zigoni 3’ Anastasi 65’ | Marcatori | 79’ Villa |

#### Quarti di finale
| Torino 14 gennaio 1970, ore 14:45 CET Andata | Juventus       | 0 – 0 referto | Bologna | Stadio Comunale\| Arbitro: \| Pieroni (Roma) \| |
| Arbitro:                                     | Pieroni (Roma) |               |         |                                                 |

| Bologna 25 febbraio 1970, ore 15:00 CET Ritorno | Bologna             | 0 – 0 referto | Juventus | Stadio Comunale\| Arbitro: \| Francescon (Padova) \| |
| Arbitro:                                        | Francescon (Padova) |               |          |                                                      |

| Arbitro: | Torelli (Milano) |

|            |           |  |
| Perani 82’ | Marcatori |  |

### Coppa delle Fiere
| Arbitro: | Strmečki |

|                                           |           |            |
| Vieri 27’ (rig.) Leonardi 31’ Castano 71’ | Marcatori | 1’ Vasilev |

| Arbitro: | Wöhrer |

|             |           |                           |
| Vasilev 62’ | Marcatori | 21’ Leonardi 75’ Anastasi |

| Arbitro: | Burns |

|                                     |           |              |
| Gayer 17’ Wild 31’ Steffenhagen 79’ | Marcatori | 13’ Anastasi |

| Torino 26 novembre 1969 Sedicesimi di finale - Ritorno | Juventus  | 0 – 0 | Hertha Berlino | Stadio Comunale\| Arbitro: \| Gugulovic \| |
| Arbitro:                                               | Gugulovic |       |                |                                            |